# Ferenc Kocsis
Ferenc Kocsis (n. 8 iulie 1953, Budapesta, Republica Populară Ungară) este un luptător ce a reprezentat Ungaria, medaliat olimpic. A participat la o ediție a Jocurilor Olimpice (1980) în care a câștigat o medalie de aur.

## Participări
Lista de mai jos prezintă principalele competiții la care a participat Ferenc Kocsis de-a lungul carierei.
- wrestling at the 1980 Summer Olympics – men's Greco-Roman 74 kg[*]